# Balkot (Arghakhanchi)
Pour les articles homonymes, voir Balkot.
Balkot (en népalais : बल्कोट) est un comité de développement villageois du Népal situé dans le district d'Arghakhanchi. Au recensement de 2011, il comptait 4 223 habitants.